# Море (Іллічівськ)
Море  — український футзальний клуб з міста Чорноморськ (до 2015 року — Іллічівськ) Одеського району. Починаючи з сезону 1997/98 по 2003/04 року виступає в футзальній Екстра-лізі України.

## Історія
Футбольний клуб «Море» (Іллічівськ) заснований 1997 року в Іллічівську. У сезоні 1997/98 років дебютував на професіональному рівні в Екстра-лізі України. Після завершення турніру зайняв 10-е місце. У сезоні 2002/03 року досяг найбільшого успіху, зайняв п'яте місце. Сезон 2003/04 років закінчив на 9-му місці. Але потім клуб знявся з усіх турнірів через фінансові проблеми.

## Клубні кольори, форма
| Білий | Синій |

Домашні матчі гравці клубу зазвичай проводили в білій або синій формі.

## Досягнення
- Екстра-ліга України
  - 6-те місце (1): 2002/03

## Стадіон
Домашні матчі «Море» проводив у спортивній залі «Юність» у Чорноморську, який вміщує 500 глядачів.

## Відомі тренери
- Олександр Фадєєв (199?–200?)